# Badland

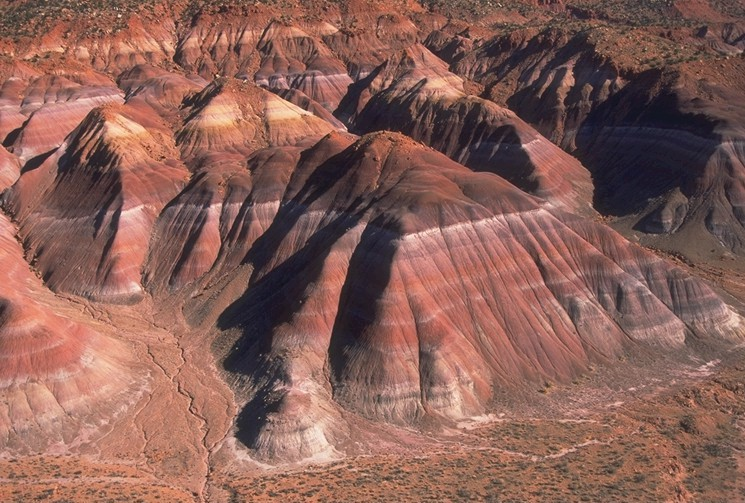
Chinle Badlands a Grand Staircase-Escalante National Monument al sud de Utah

Les badlands (terme derivat de l'anglès i que literalment significa "terres dolentes") és un tipus de terreny sec present a àrees subdesèrtiques on roques sedimentàries toves i sòls rics en argila han patit una erosió extensa a causa del vent i de l'aigua. Pot semblar el malpaís que es dona en terrenys amb roques volcàniques. En els badlands apareixen canyons, rambles i barrancs i altres formes geològiques. Sovint és difícil circular-hi a peu. Presenten colors espectaculars, des del negre al roig brillant.

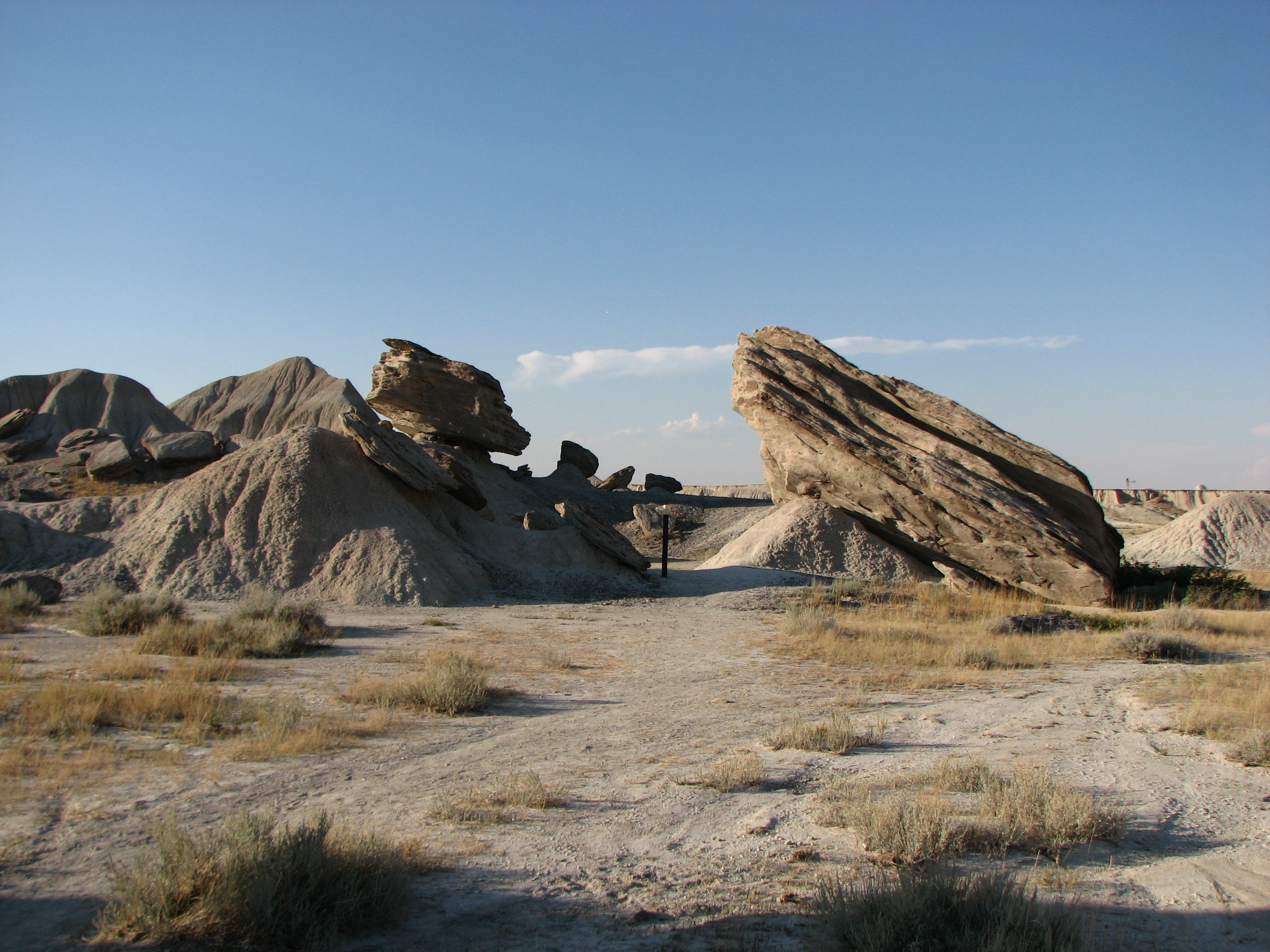
Toadstool Geologic Park al nord-oest de Nebraska

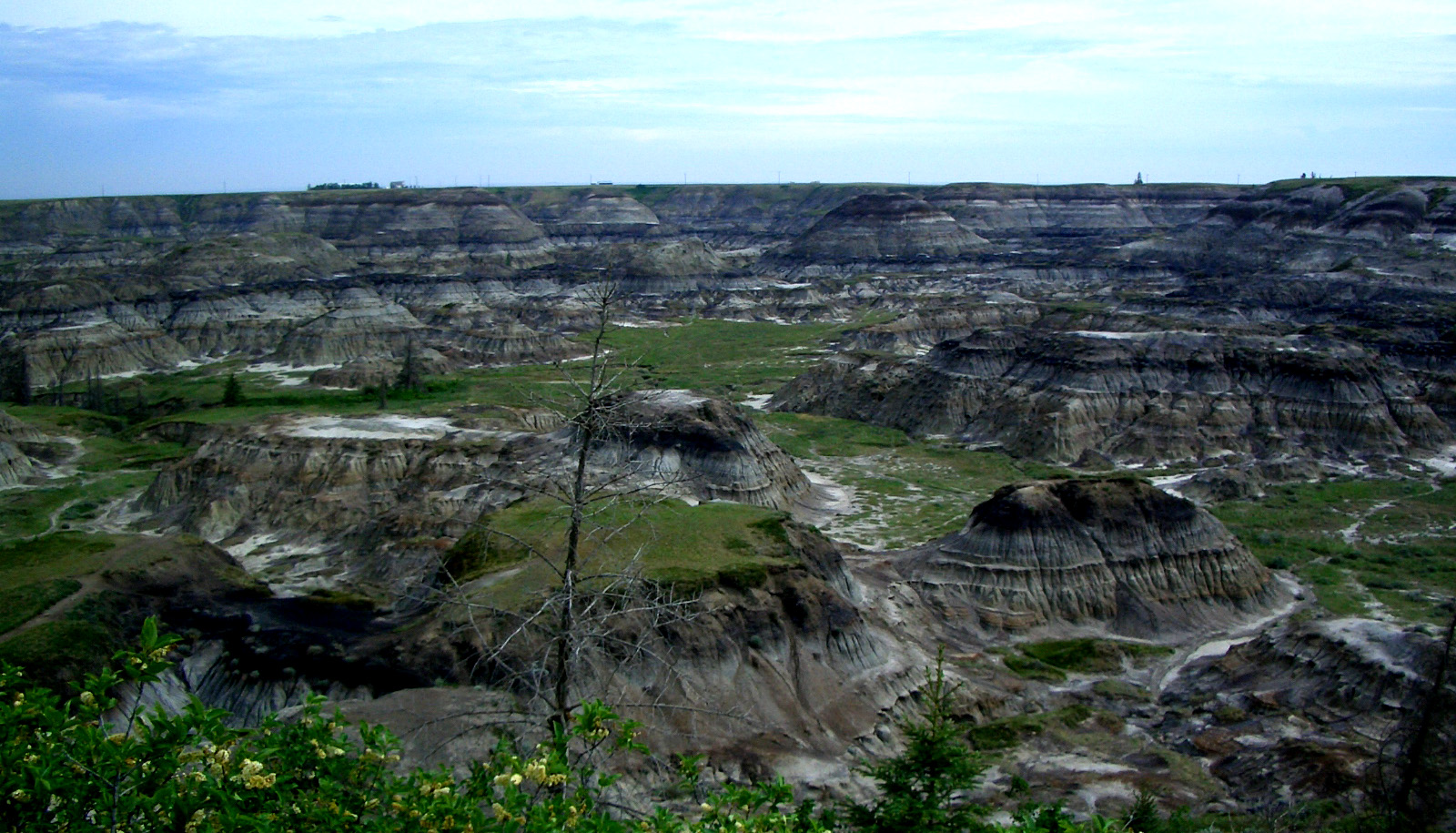
Badlands prop de Drumheller, Alberta

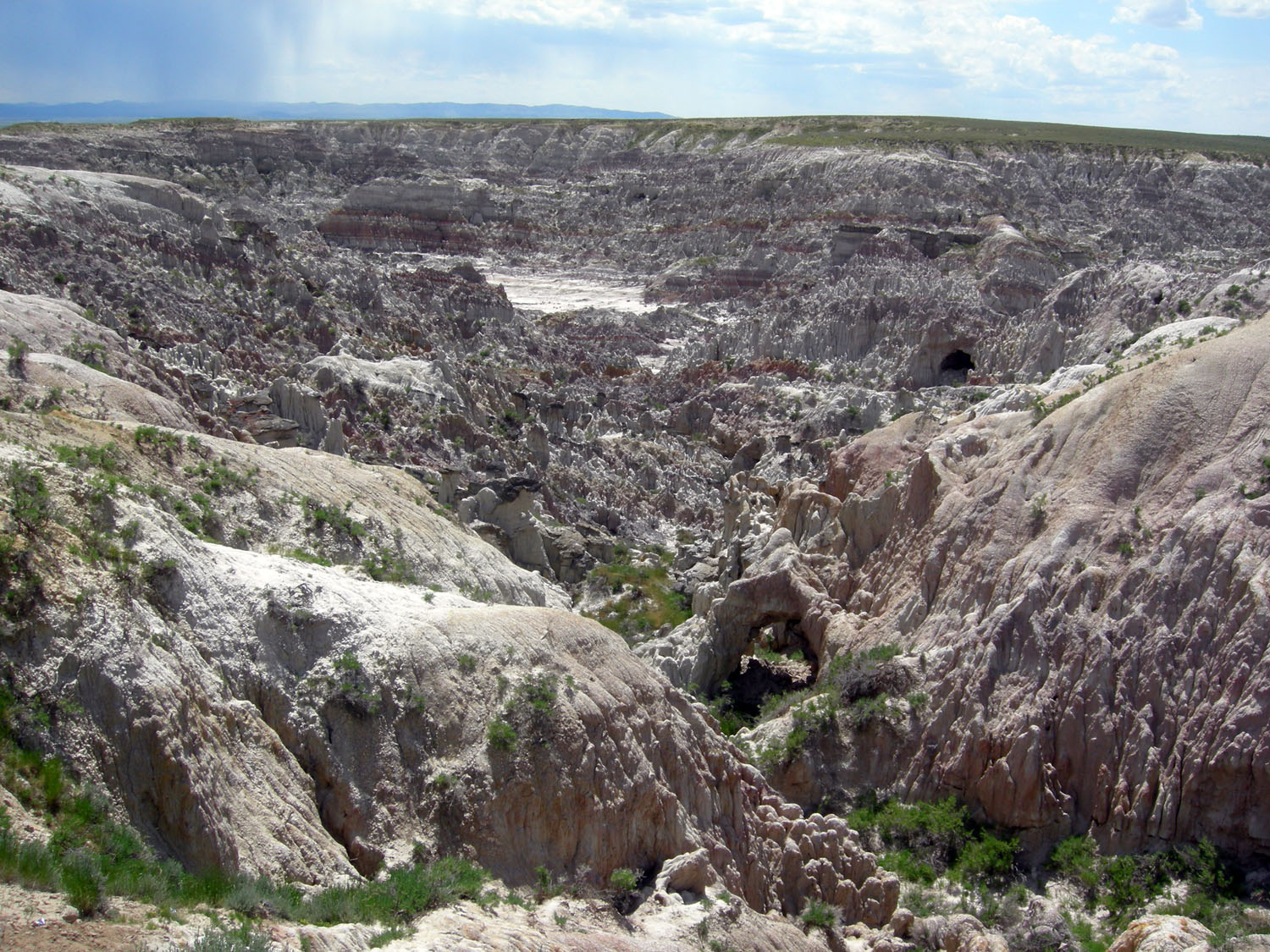
Badlands de Hell's Half Acre, Comtat de Natrona, Wyoming

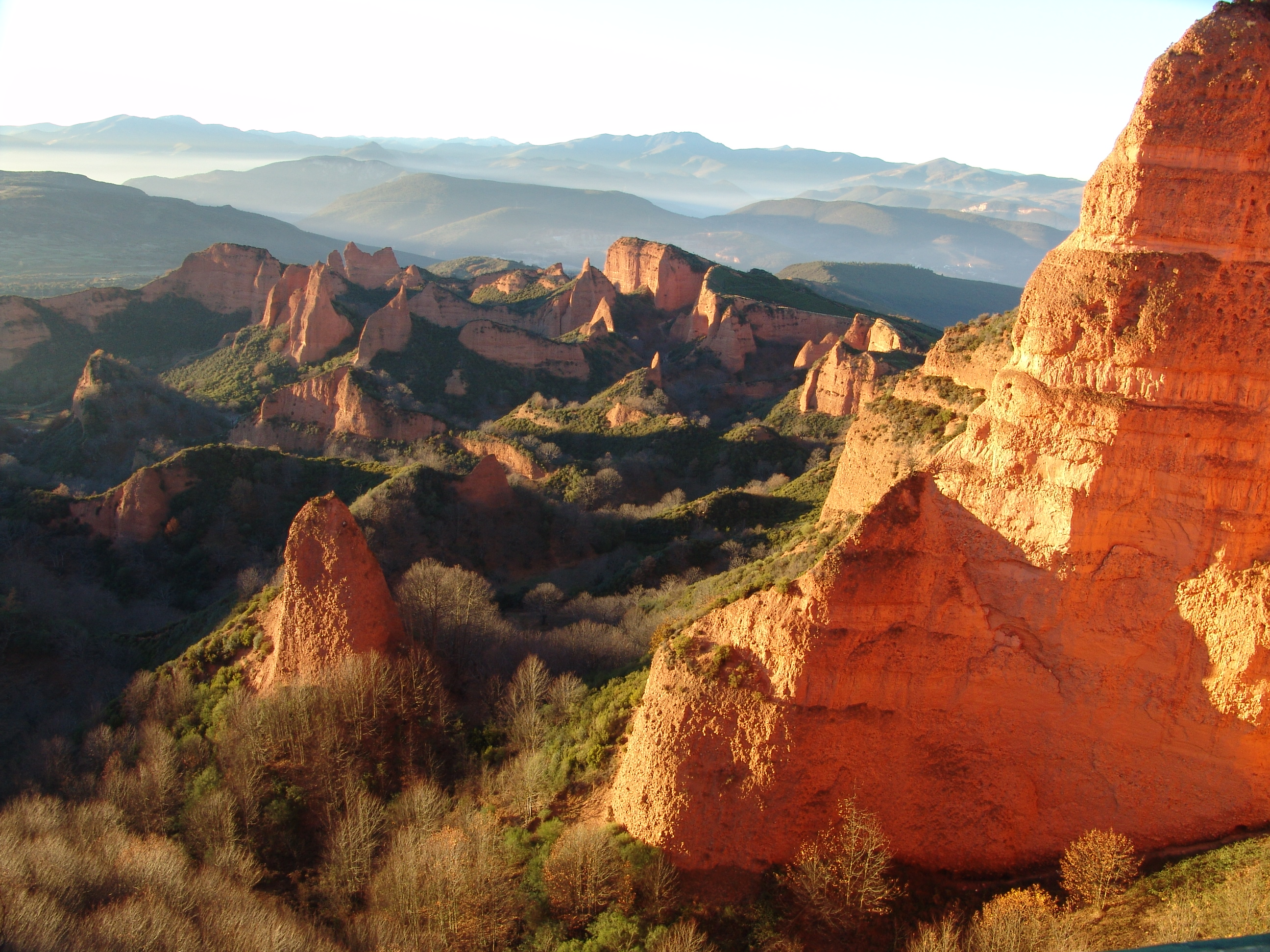
Vista de Las Médulas, Espanya

A l'Amèrica del Nord els amerindis lakota anomenen aquest paisatge "Makhóšiča", que literalment significa mala terra, els trampers francesos l'anomenaren "les mauvaises terres à traverser" – "les males terres a travessar". Els castellans en digueren tierra baldía ("terra erma") i cárcava ("barranc"). Les badlands es formen en regions àrides i semiàrides amb infreqüents però intenses precipitacions, vegetació poc densa i sediments tous que propicien una erosió intensa. Hom ha trobat alguns dels fòssils més famosos en badlands, ja que l'erosió els exposa i els fa relativament fàcils de trobar. El mateix passa amb el carbó.
Algunes de les formacions de badlands més conegudes es troben als Estats Units (Dakota del Nord, Dakota del Sud, Montana, Wyoming, Colorado, Utah, Nebraska) i el Canadà (Saskatchewan i Alberta). A Nova Zelanda són badlands els Putangirua Pinnacles a l'illa del Nord. A Navarra les Bardenas Reales en són un exemple. En el cas de les antigues mines d'or romanes de Las Médulas al nord d'Espanya les badlands no són producte de l'erosió natural sinó de la mateixa explotació minera.
A Catalunya es poden trobar algunes badlands a la Riera de Gaià, al Vallès Occidental a prop de Terrassa.